# Juego dual
En teoría de juegos cooperativos, dado un juego simple (N,W), su juego dual es un par (N,W*), donde N es el mismo conjunto finito de jugadores, y W* es un conjunto de coaliciones ganadoras tales que S ∈ W* si y sólo si el complemento de S pertenece a W, es decir, N\S ∈ W.
Un juego simple es fuerte si y sólo si su juego dual es propio, y viceversa. Por lo tanto, un juego simple (N,W) es decisivo (es decir, fuerte y propio) si y sólo si W=W*.

## Propiedades
- Dado un juego (N,W), el dual de su dual (N,W*), es decir, el juego (N,(W*)*), es el mismo juego original (N,W).[1]